# The Headpins
The Headpins is een Canadese rockband uit Vancouver, geformeerd als een zijproject eind jaren 1970 door de toenmalige Chilliwack-leden Ab Bryant en Brian MacLeod. Macleod was onder de indruk van de vocale talenten van zangeres Denise McCann uit Vancouver en vroeg haar om zich bij zijn nieuwe onderneming aan te sluiten. Oorspronkelijk speelde Matt Frenette drums voor The Headpins, terwijl Bernie Aubin drums speelde voor een andere band uit Vancouver, net voordat ze de naam Loverboy aannamen. Maar binnen enkele maanden wisselden Aubin en Frenette van band waar ze tot op de dag van vandaag blijven spelen. De Headpins begonnen in 1981 in de omgeving van Vancouver op te treden en bouwden snel een schare fans op. McCann vertrok aan het einde van dat eerste jaar en MacLeod haalde Darby Mills binnen om de zang te verzorgen.

## Bezetting
Huidige bezetting
- Katrina Lawrence (leadzang)
- Ab Bryant (basgitaar)
- Bernie Aubin (drums)
- Tony Dellacroce (gitaar)
- Alfie Galpin (gitaar, keyboards)

Voormalige leden
- Darby Mills (leadzang)
- Brian 'Too Loud' MacLeod
- Matt Frenette (drums)
- Scott Reid (gitaar)
- Denise McCann (zang)
- Chrissy Steele (zang)
- Danny W Latham (basgitaar)

- John Dryden (basgitaar)
- Vic Nicholas (gitaar)
- Andy Lorimer (keyboards)
- Shelley Andrushko (basgitaar)
- Mark Craney (drums)
- Maureen Gullekson (zang)
- Darcy McDonald (keyboards)

## Geschiedenis
The Headpins brachten hun debuutalbum Turn It Loud uit in 1982, dat snel platina werd en zes weken lang bovenaan de hitlijsten stond, met de hitsingle Don't It Make Ya Feel. Darcy McDonald vervoegde zich bij de band op keyboards in 1983. Hun tweede publicatie Line of Fire was wederom een multi-platina succes en omvatte de hits Just One More Time en Feel It (Feel My Body), hetgeen in 1984 resulteerde in een tournee door Europa met Whitesnake. De enige vermelding van de band in de Amerikaanse hitlijsten, Just One More Time, bracht negen weken door in de Billboard Hot 100, met een piek op #70 in februari 1984.
Mills kreeg veel aandacht en won lofbetuigingen met polls van fans die op hun beste zanger stemden. In 1985 toerde The Headpins met vele acts als Kiss (1983), Eddie Money en ZZ Top. De band was bezig met het opnemen van hun derde album Head Over Heels, toen hun platenmaatschappij failliet ging. Ze maakten deel uit van de Afterburner Tour van ZZ Top en stonden op het punt de oostkust af te dalen met de band. ZZ Top hield niet van de aandacht die de openingsact kreeg en The Headpins kregen te horen dat ze geen toegiftnummer moesten gebruiken. Het bleek dat MacLeod besloot niet te luisteren en ze werden van de affiche verwijderd. In 1986 vertrok Mills voor een solo-project en werd vervangen door Chrissy Steele. Later stelde Steele haar eigen band samen met MacLeod en tekende bij Chrysalis Records, hoewel de band al snel door het label werd laten vallen. Ze had twee hits: Love You 'Til It Hurts en de ballad Love Don't Last Forever.
The Headpins blijven live optreden met Ab en Bernie uit de klassieke bezetting uit de jaren 1980. In de tweede helft van 2016 werd aangekondigd dat zanger Darby Mills al lang solo was en dat hun nieuwe zangeres Katrina (Kat) Lawrence was. Mills laatste optreden met The Headpins was in augustus 2016.

## Discografie

### Studioalbums
- 1982: Turn It Loud
- 1983: Line of Fire
- 1985: Head Over Heels

### Compilatiealbums
- 1988: Greatest Hits
- 1995: Anthology
- 2002: The Complete Greatest Hits